# 雨幡洞云

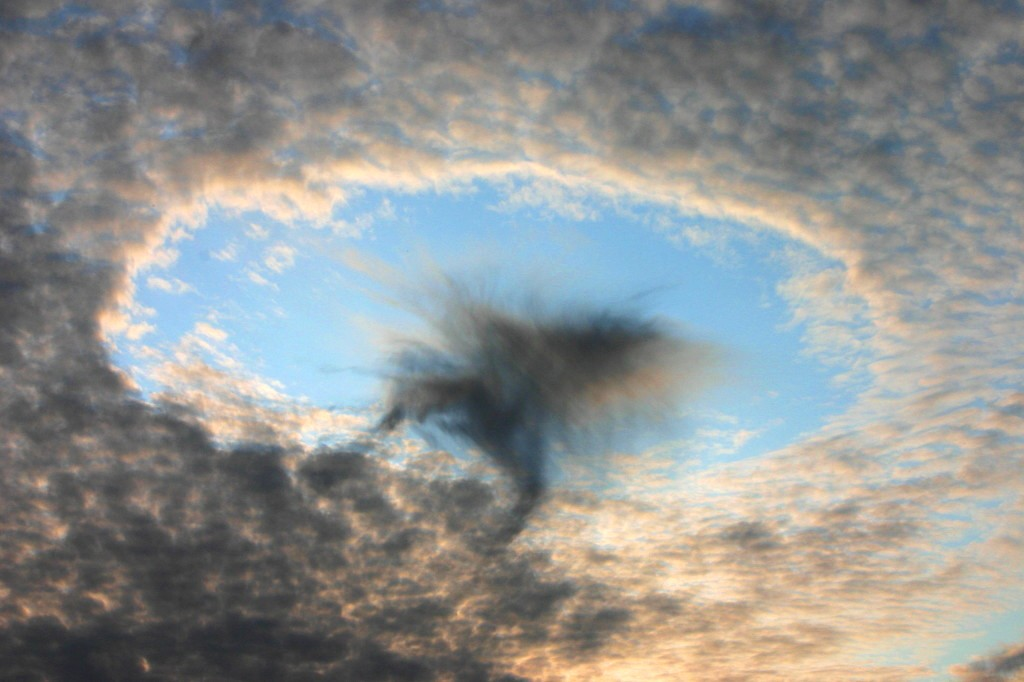
在奥地利的雨幡洞云 (2008年8月)

雨幡洞云，也稱穿洞雲，是一種出现在卷积云或高积云中的空洞，通常呈圓或橢圓。当云层中处于过冷状态的水滴瞬間蒸發或冻成冰晶，从云层中落下，便形成穿透云層的大洞。落下的冰晶常於雨幡洞云底部形成絲狀的雨幡。
当冰晶形成时，由于魏格纳-白吉龙-芬德森过程而引起的骨牌效应，导致冰晶晶体周围的水滴蒸发，从而在云中形成了大洞。 
由于其稀有性和不寻常的外观，雨幡洞云有时候会被误认为是归因于不明飞行物体。 